# Smerinthini
Smerinthini là một tông bướm đêm trong họ Sphingidae.

## Phân loại
- Chi Acanthosphinx - Aurivillius, 1891
- Chi Afroclanis - Carcasson, 1968
- Chi Afrosataspes - Basquin & Cadiou, 1986
- Chi Afrosphinx - Carcasson, 1968
- Chi Agnosia - Rothschild & Jordan, 1903
- Chi Amorpha - Hübner, 1809
- Chi Anambulyx - Rothschild & Jordan, 1903
- Chi Andriasa - Walker, 1856
- Chi Avinoffia - Clark, 1929
- Chi Cadiouclanis - Eitschberger, 2007
- Chi Callambulyx - Rothschild & Jordan, 1903
- Chi Ceridia - Rothschild & Jordan, 1903
- Chi Chloroclanis - Carcasson, 1968
- Chi Clanidopsis - Rothschild & Jordan, 1903
- Chi Clanis - Hübner, 1819
- Chi Coequosa - Walker, 1856
- Chi Craspedortha - Mell, 1922
- Chi Cypa - Walker, 1865
- Chi Cypoides - Matsumura, 1921
- Chi Daphnusa - Walker, 1856
- Chi Dargeclanis - Eitschberger, 2007
- Chi Degmaptera - Hampson, 1896
- Chi Falcatula - Carcasson, 1968
- Chi Grillotius - Rougeot, 1973
- Chi Gynoeryx - Carcasson, 1968
- Chi Imber - Moulds, Tuttle & Lane, 2010
- Chi Langia - Moore, 1872
- Chi Laothoe - Fabricius, 1807
- Chi Larunda - Kernbach, 1954
- Chi Leptoclanis - Rothschild & Jordan, 1903
- Chi Leucophlebia - Westwood, 1847
- Chi Likoma - Rothschild & Jordan, 1903
- Chi Lophostethus - Butler, 1876
- Chi Lycosphingia - Rothschild & Jordan, 1903
- Chi Malgassoclanis - Carcasson, 1968
- Chi Marumba - Moore, 1882
- Chi Microclanis - Carcasson, 1968
- Chi Mimas - Hübner, 1819
- Chi Morwennius - Cassidy, Allen & Harman, 2002
- Chi Neoclanis - Carcasson, 1968
- Chi Neopolyptychus - Carcasson, 1968
- Chi Opistoclanis - Jordan, 1929
- Chi Oplerclanis - Eitschberger, 2007
- Chi Pachysphinx - Rothschild & Jordan, 1903
- Chi Paonias - Hübner, 1819
- Chi Parum - Rothschild & Jordan, 1903
- Chi Phyllosphingia - Swinhoe, 1897
- Chi Phylloxiphia - Rothschild & Jordan, 1903
- Chi Pierreclanis - Eitschberger, 2007
- Chi Platysphinx - Rothschild & Jordan, 1903
- Chi Poliodes - Rothschild & Jordan, 1903
- Chi Polyptychoides - Carcasson, 1968
- Chi Polyptychopsis - Carcasson, 1968
- Chi Polyptychus - Hübner, 1819
- Chi Pseudandriasa - Carcasson, 1968
- Chi Pseudoclanis - Rothschild, 1894
- Chi Pseudopolyptychus - Carcasson, 1968
- Chi Rhadinopasa - Karsch, 1891
- Chi Rhodambulyx - Mell, 1939
- Chi Rhodoprasina - Rothschild & Jordan, 1903
- Chi Rufoclanis - Carcasson, 1968
- Chi Sataspes - Moore, 1858
- Chi Smerinthulus - Huwe, 1895
- Chi Smerinthus - Latreille, 1802
- Chi Viriclanis - Aarvik, 1999
- Chi Xenosphingia - Jordan, 1920

## Hình ảnh

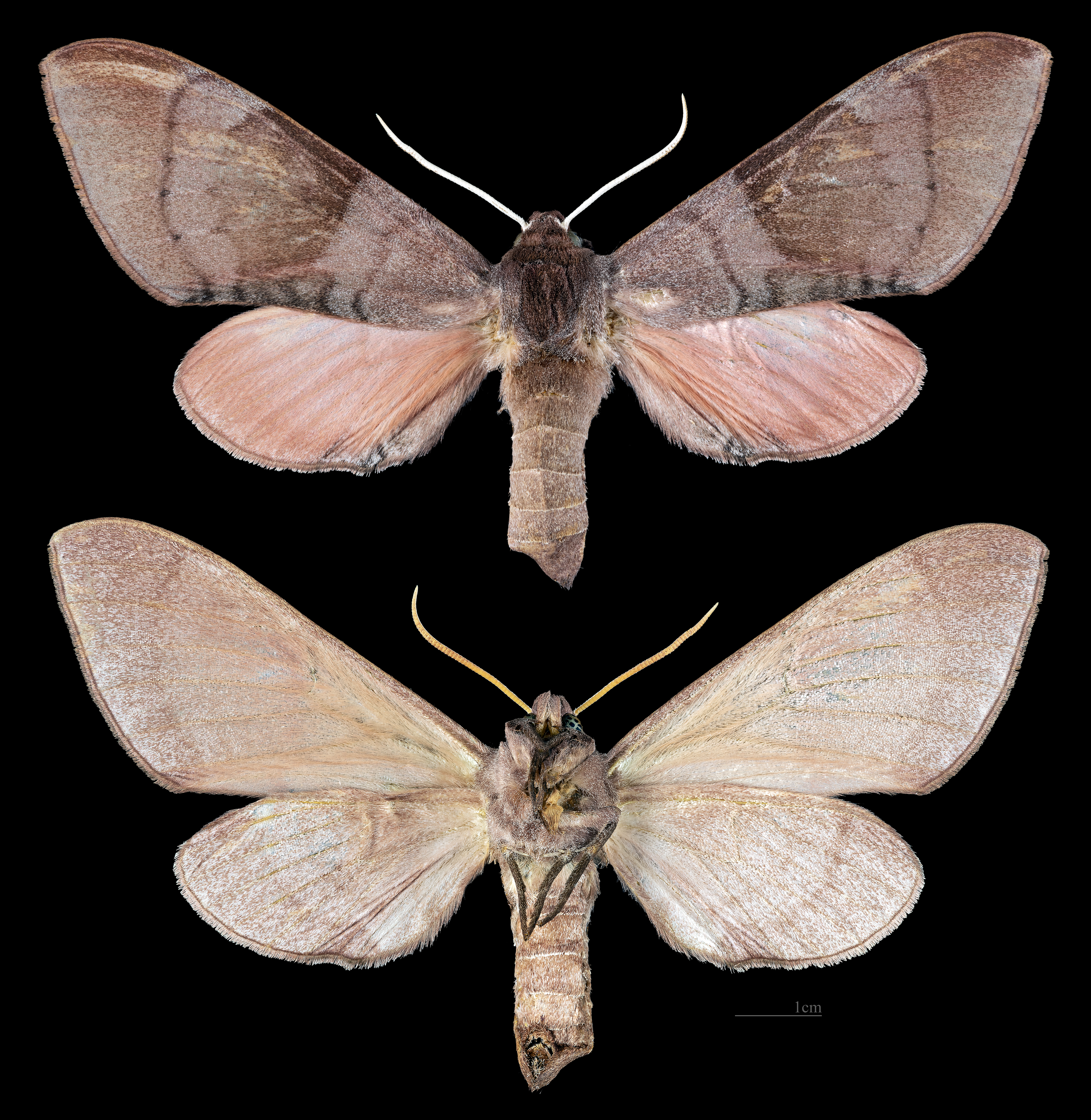
Agnosia
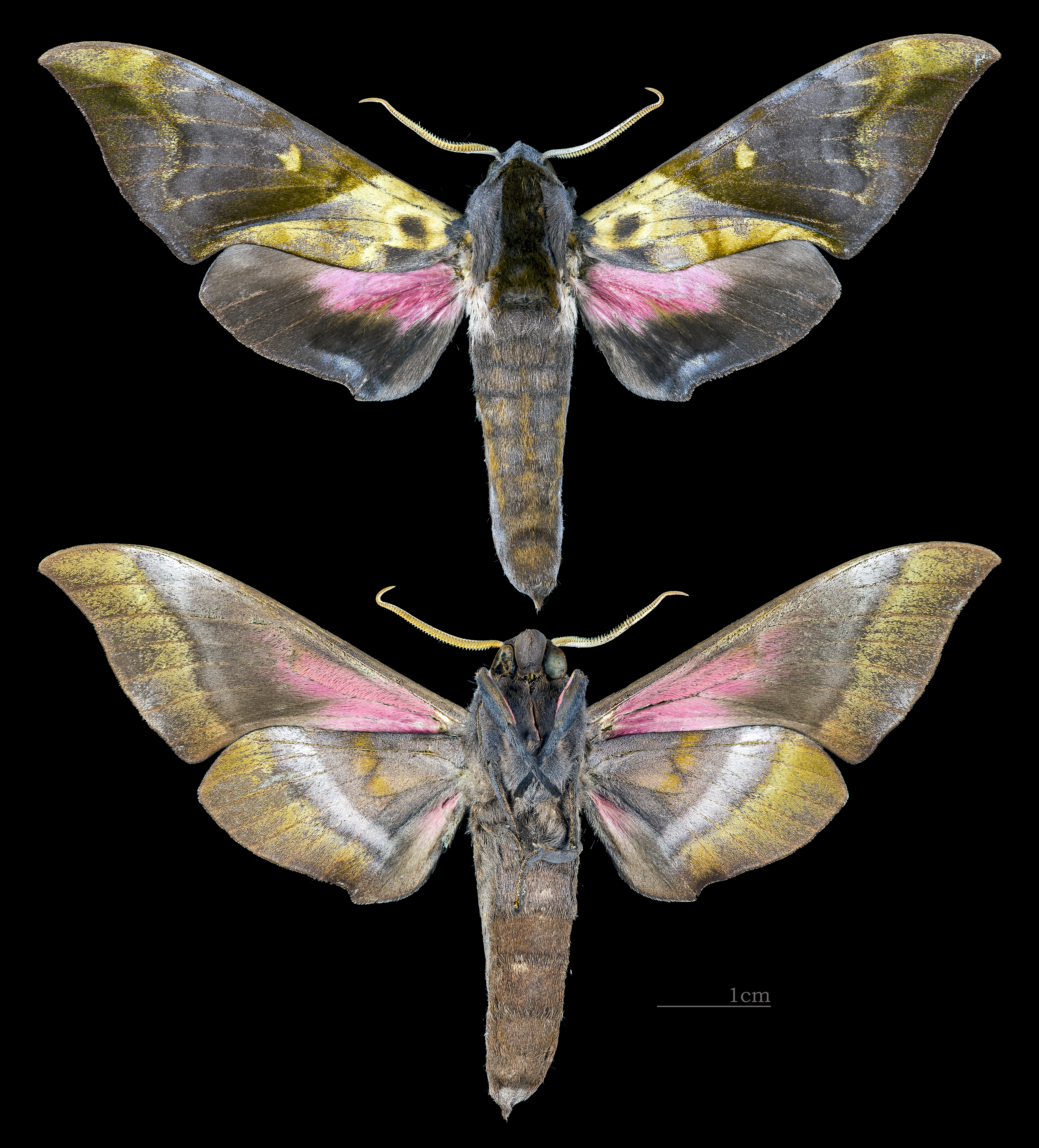
Anambulyx
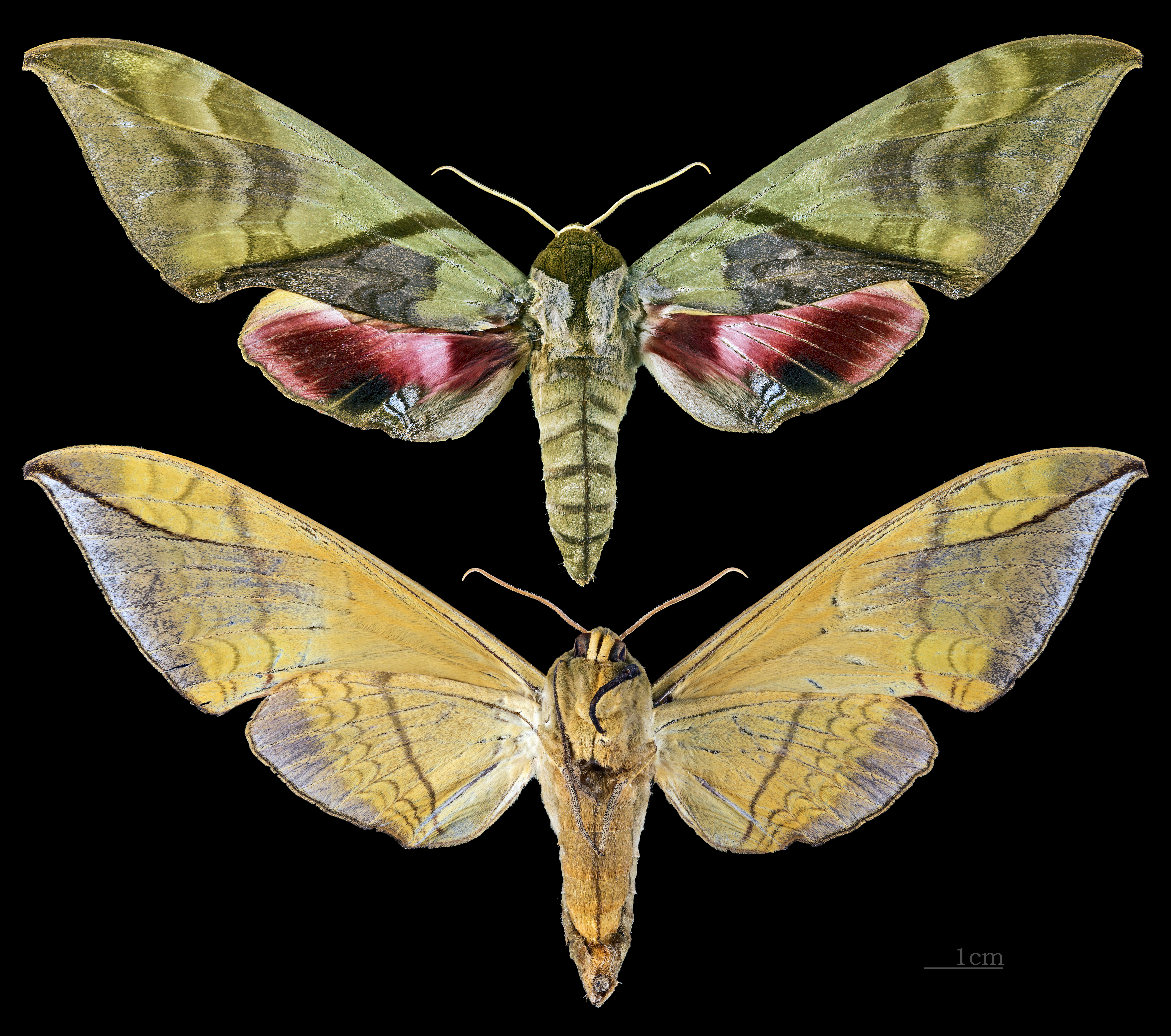
Callambulyx
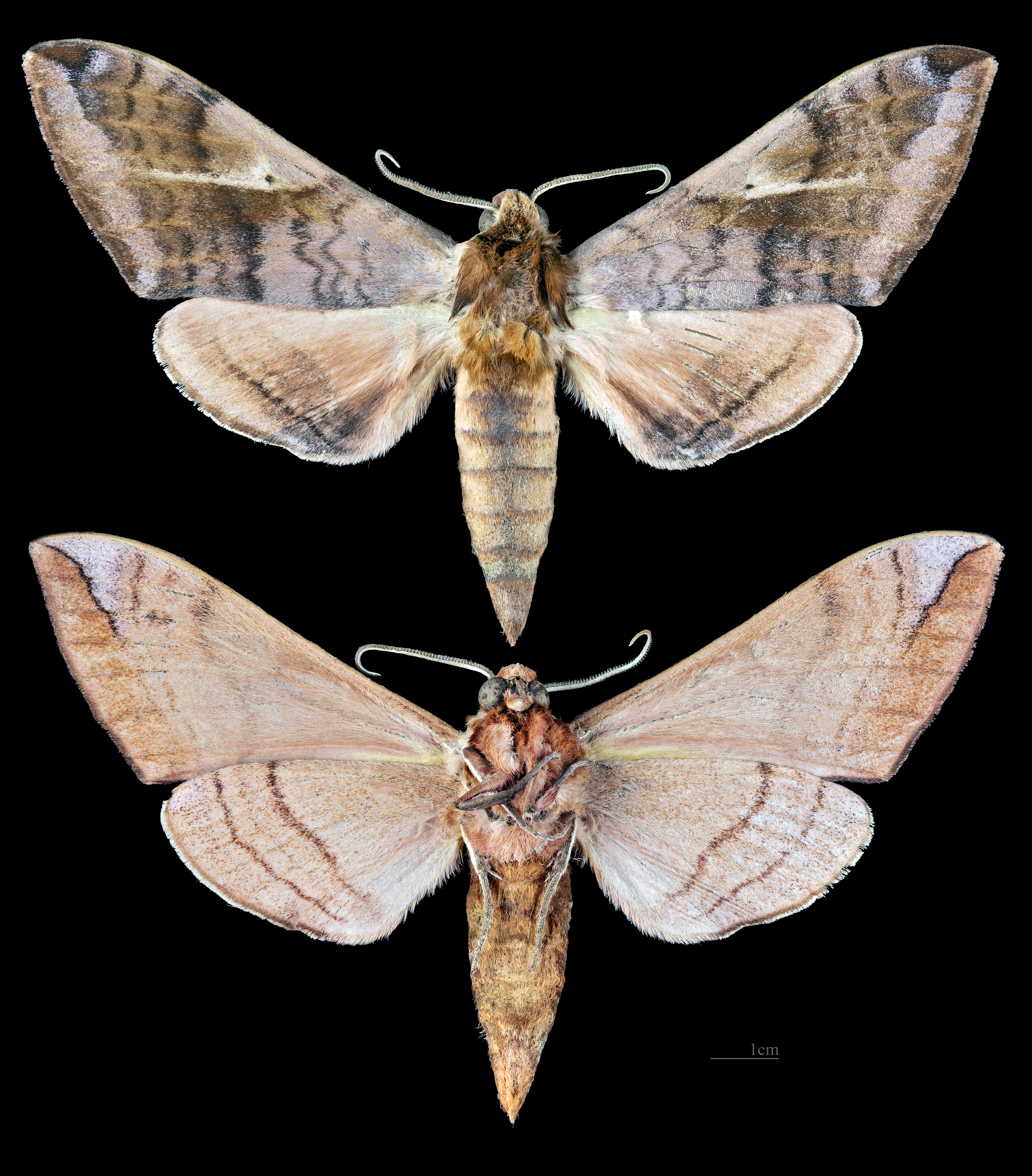
Clanidopsis
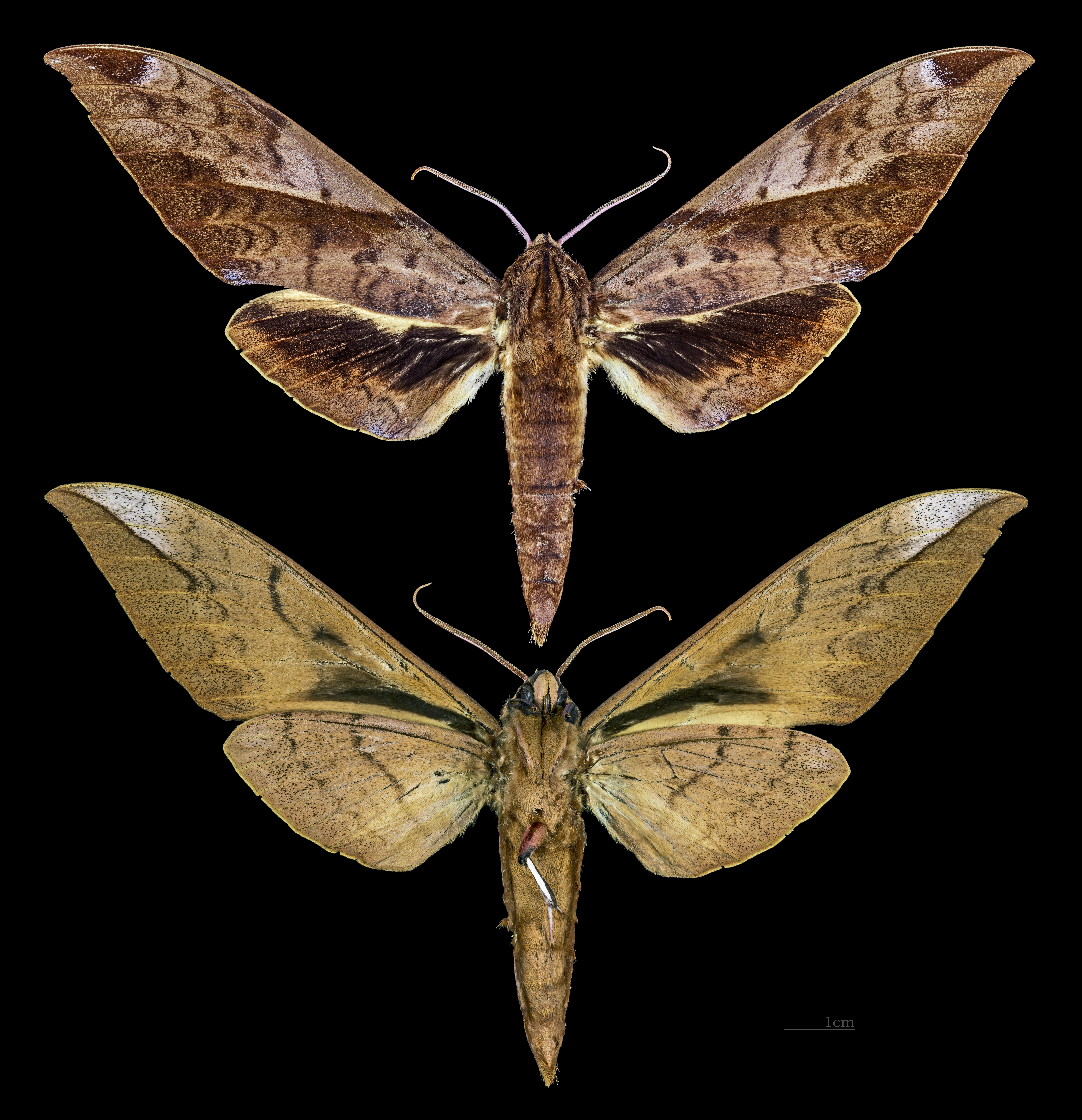
Clanis
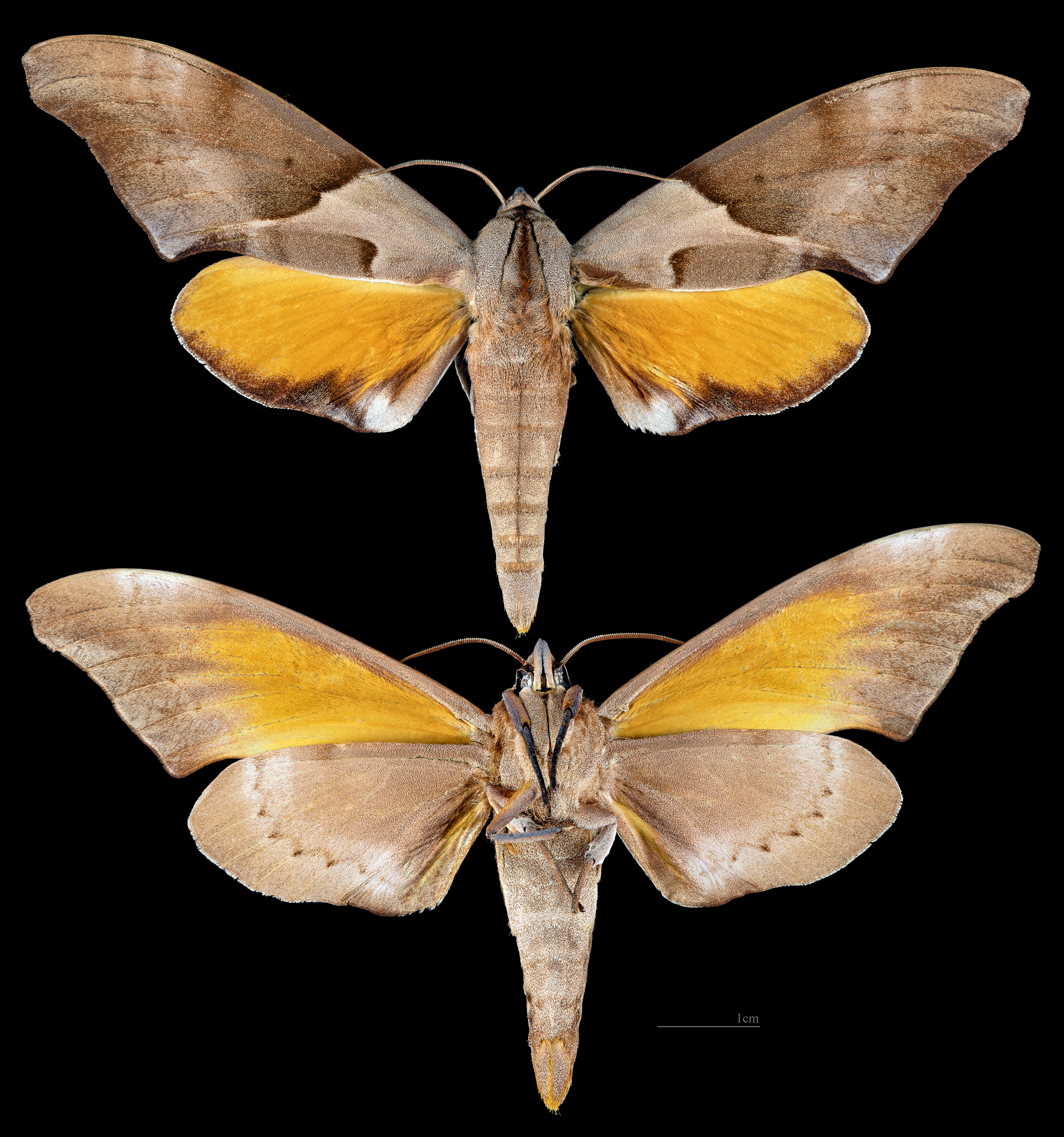
Coequosa
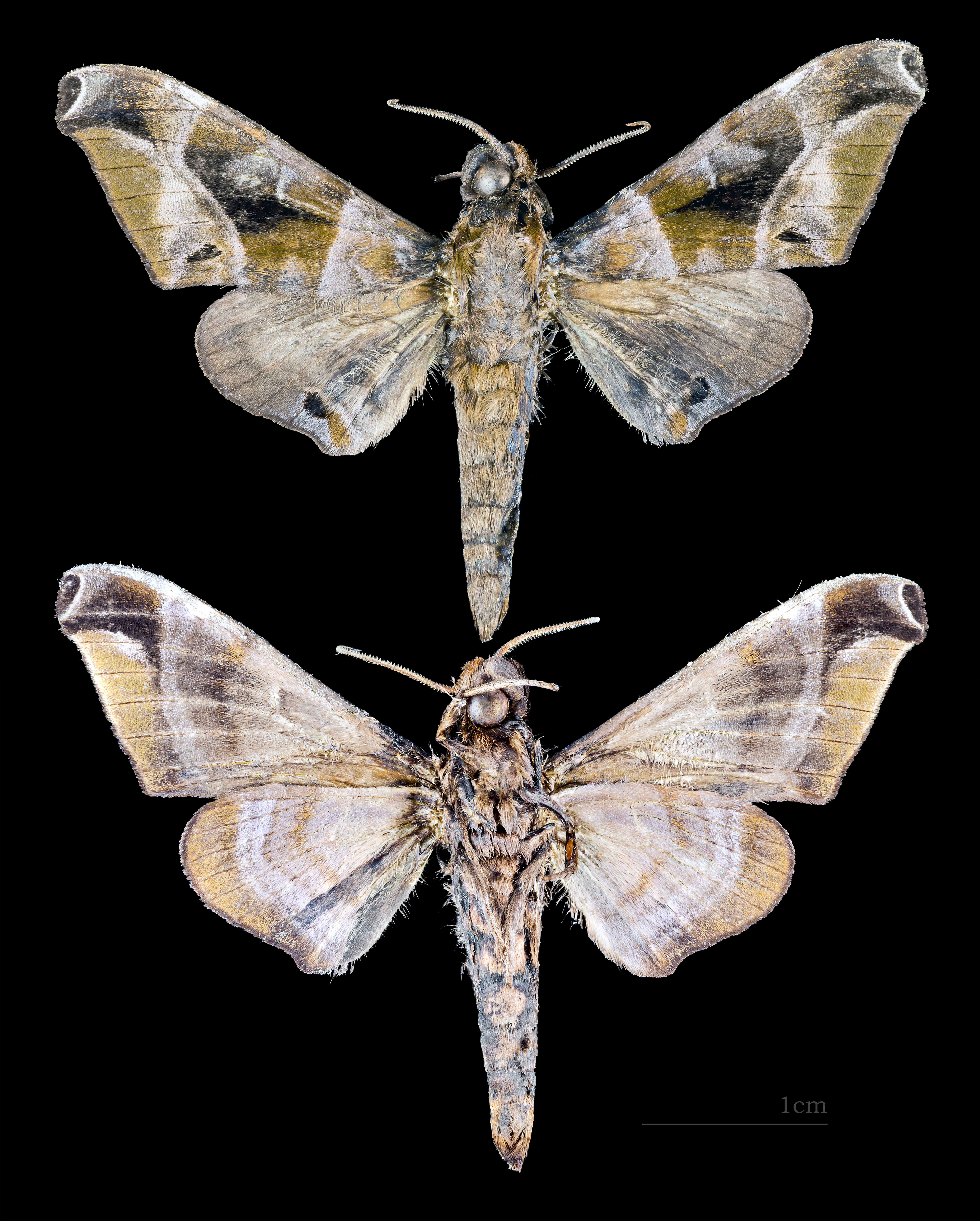
Craspedortha
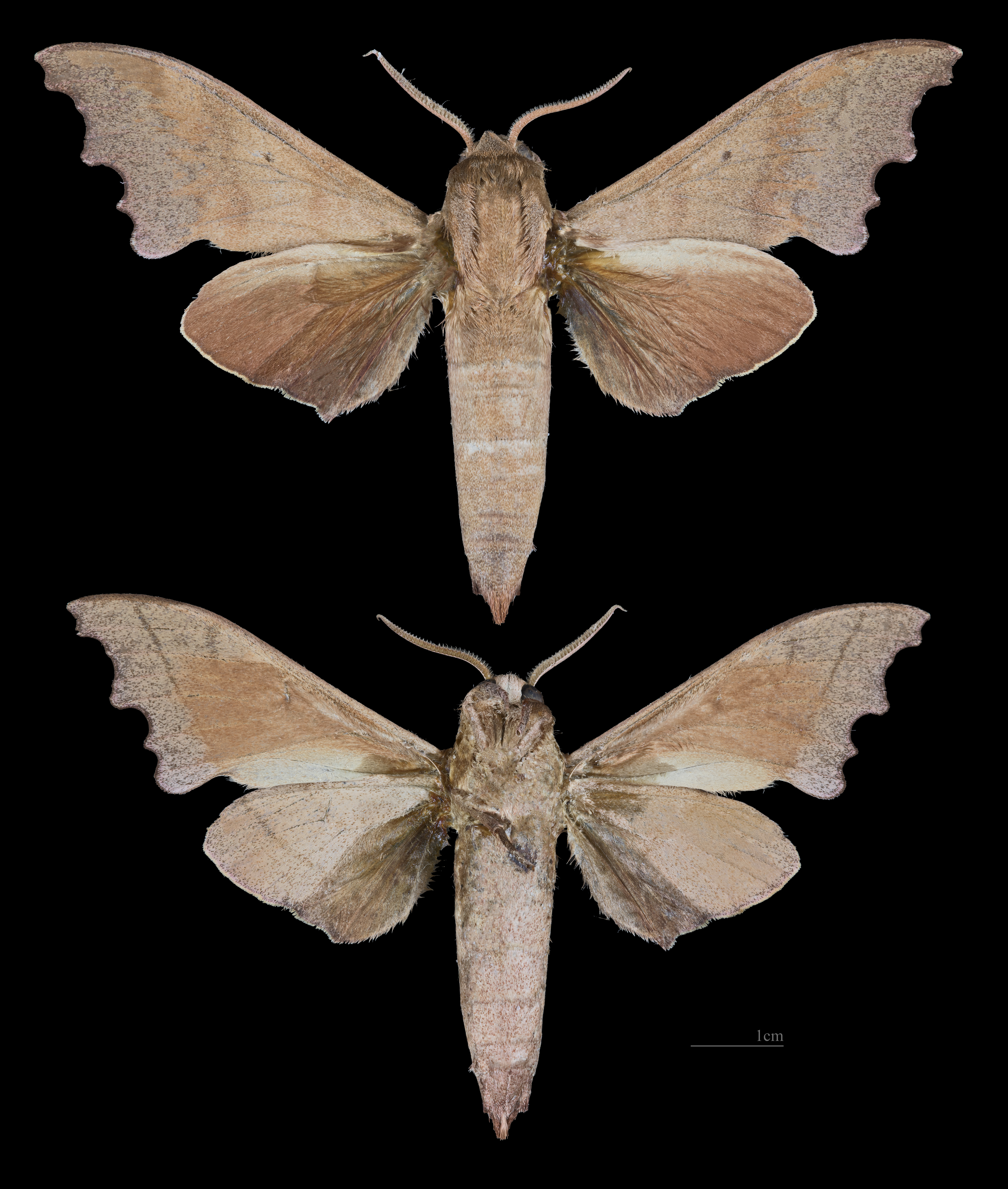
Cypa
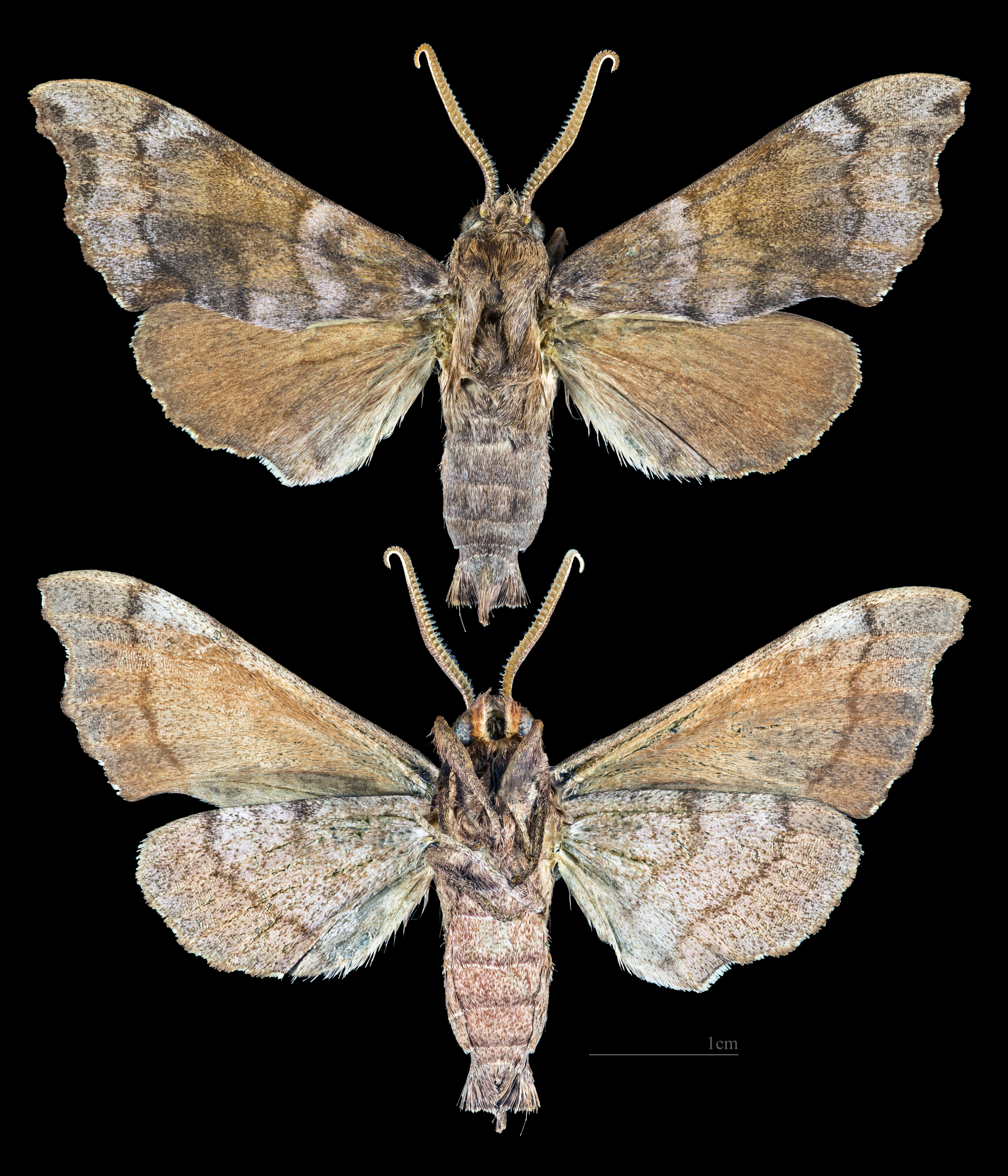
Cypoides
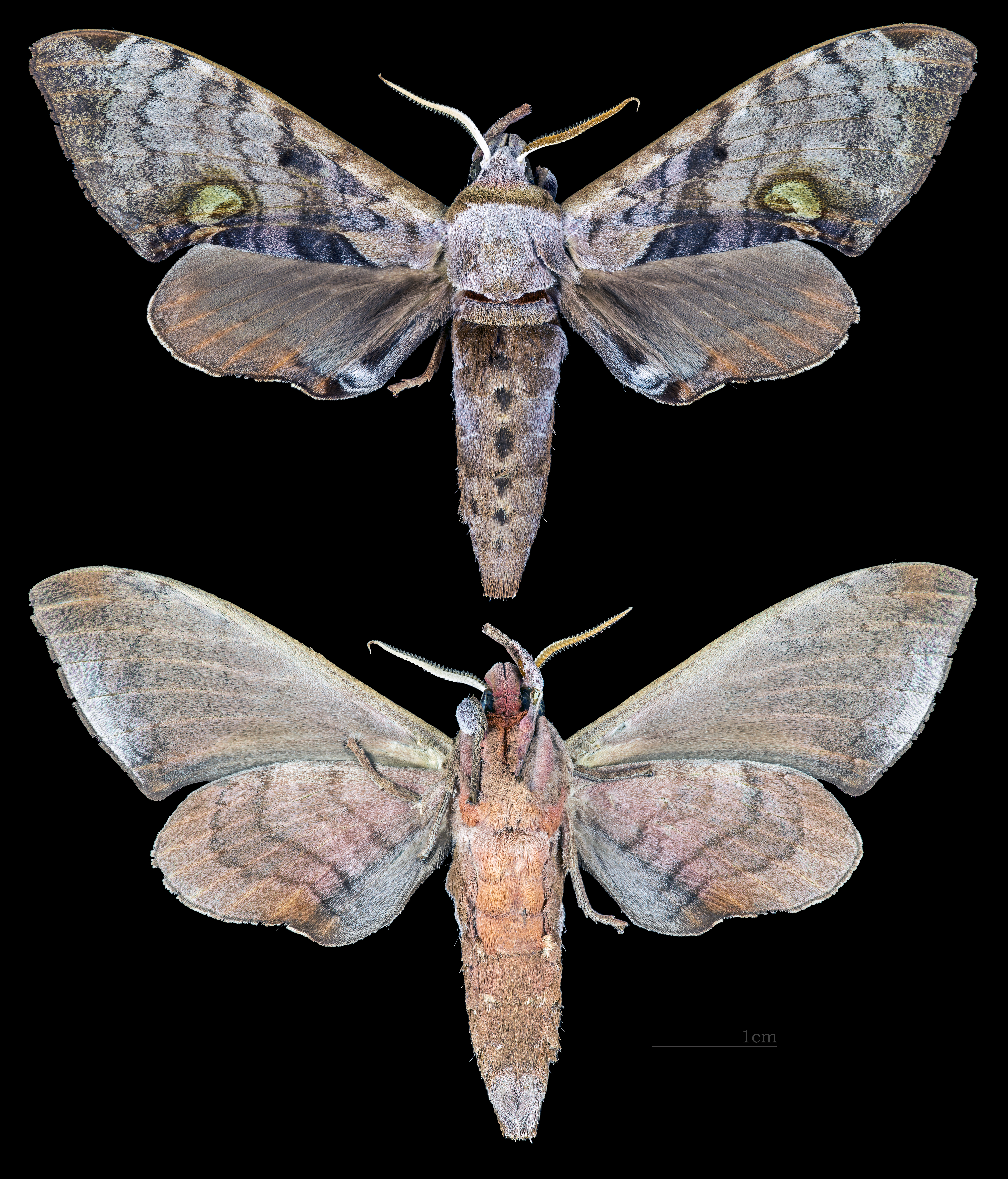
Daphnusa
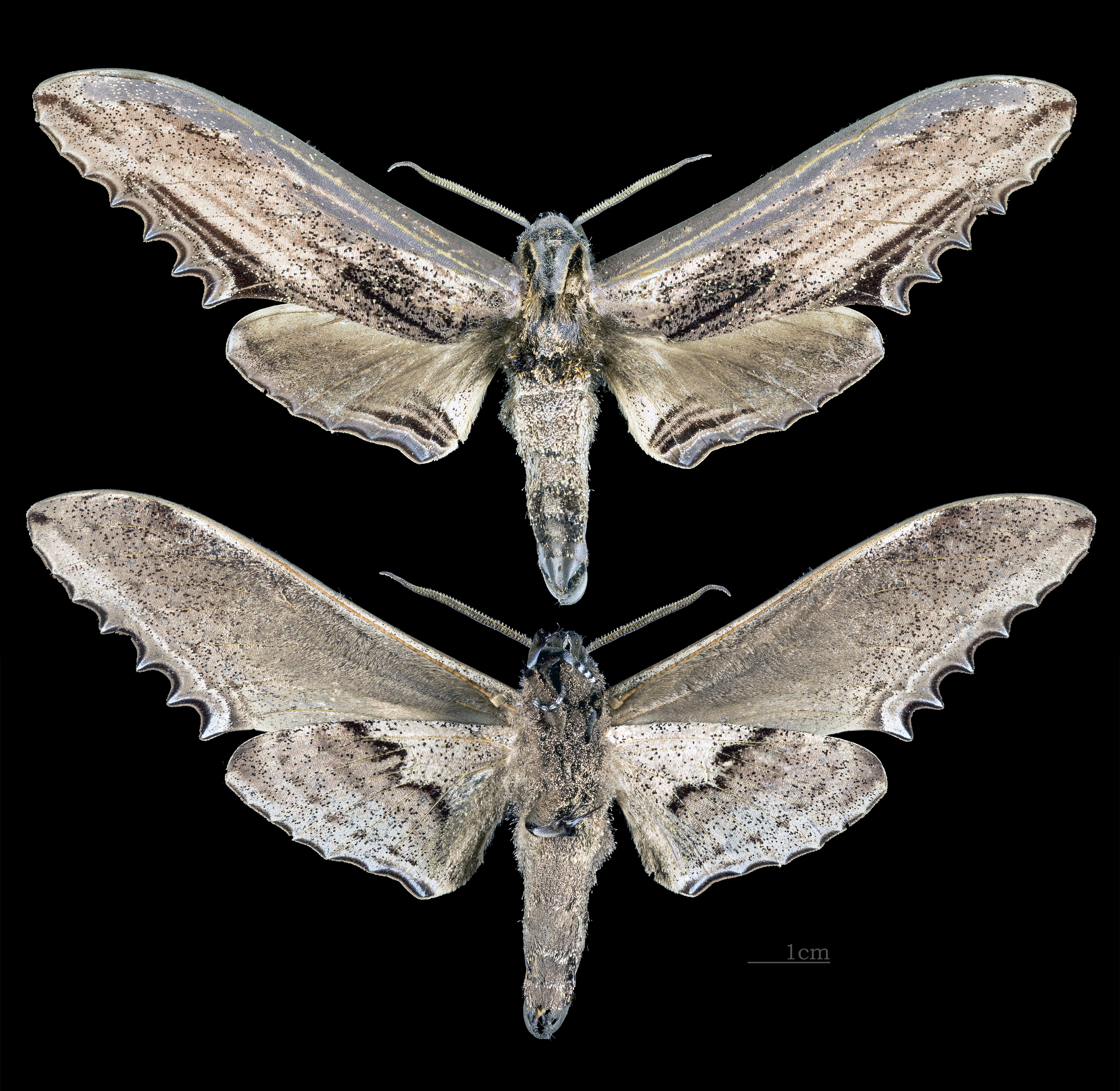
Langia
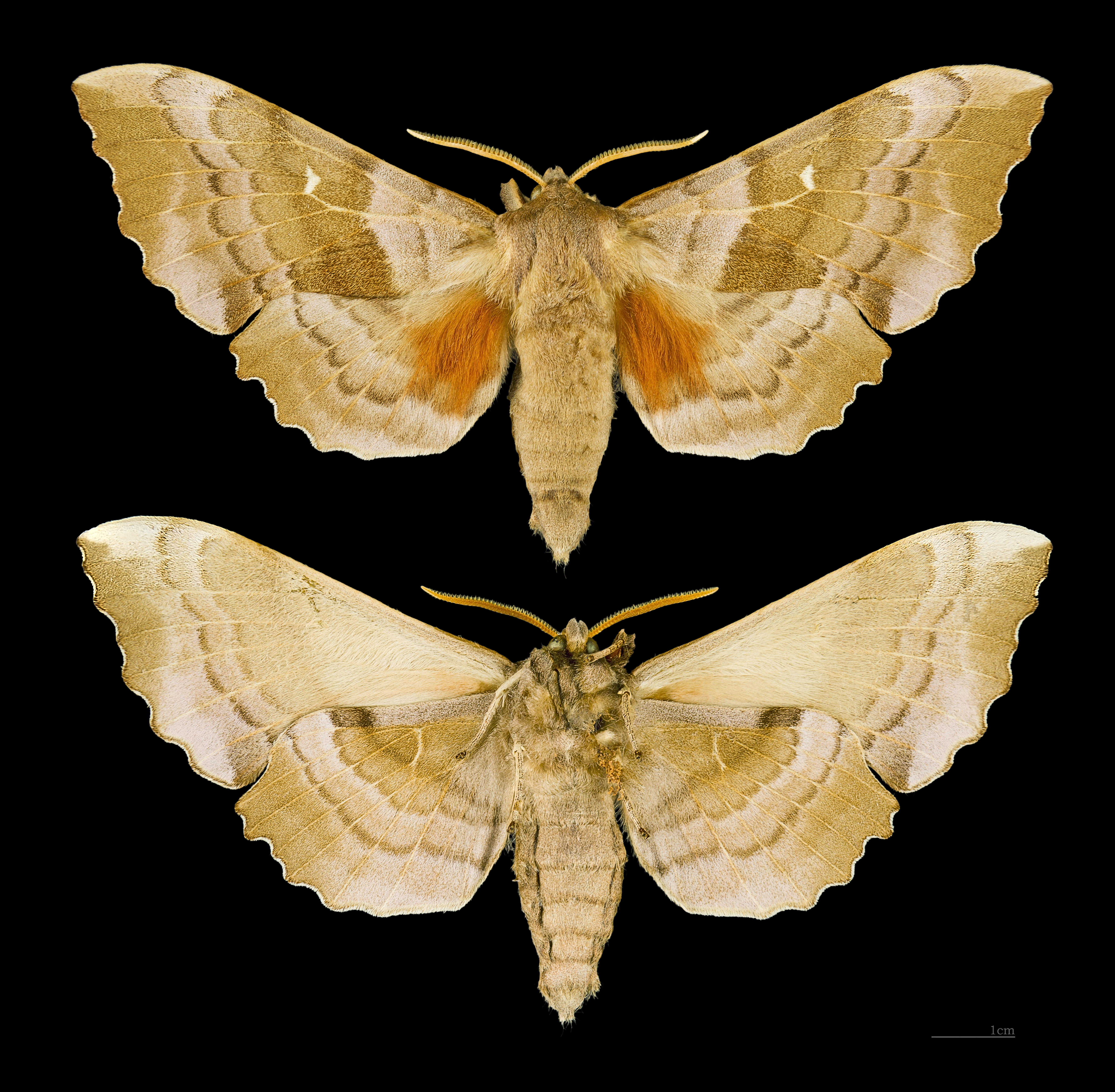
Laothoe
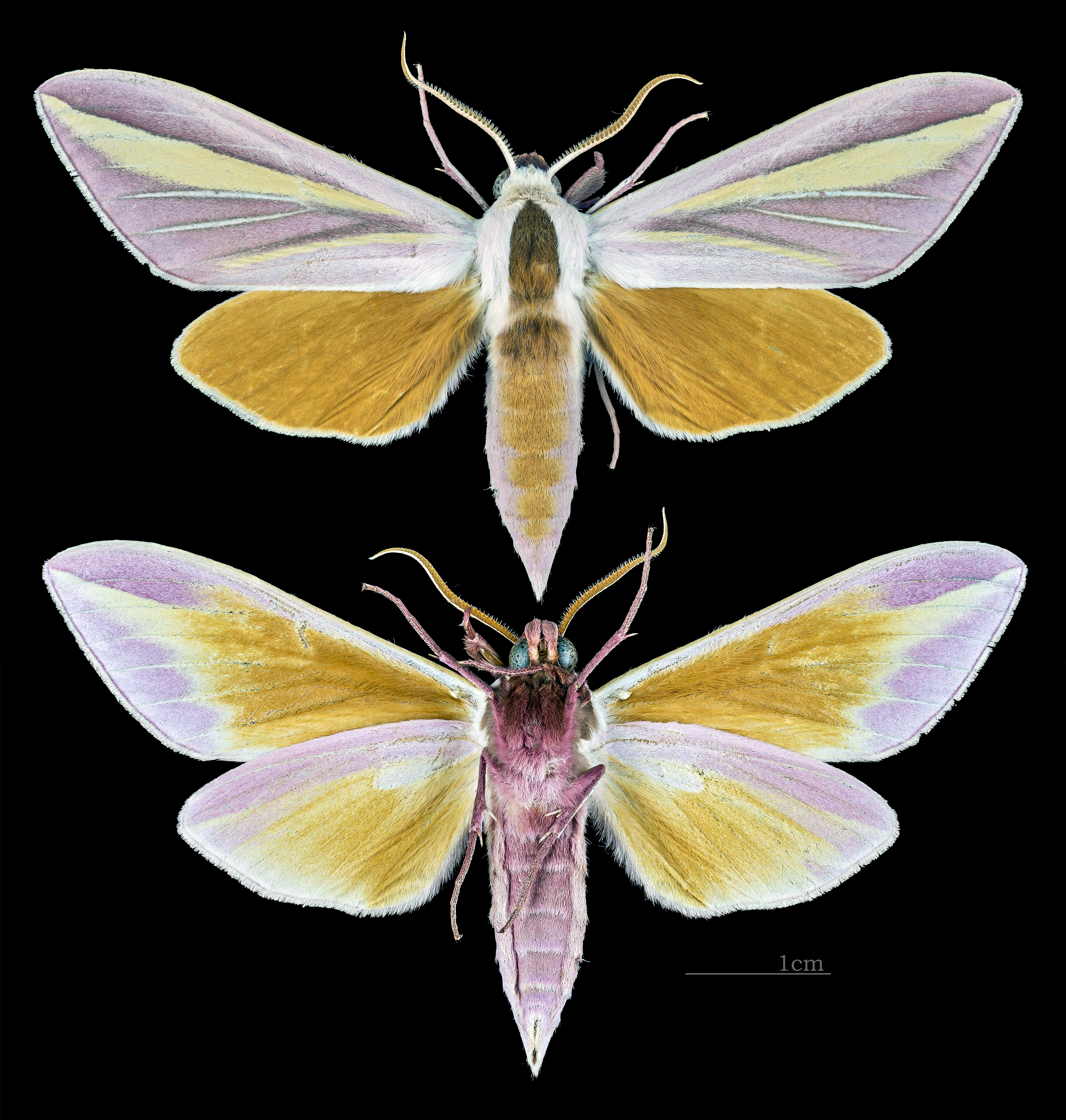
Leucophlebia
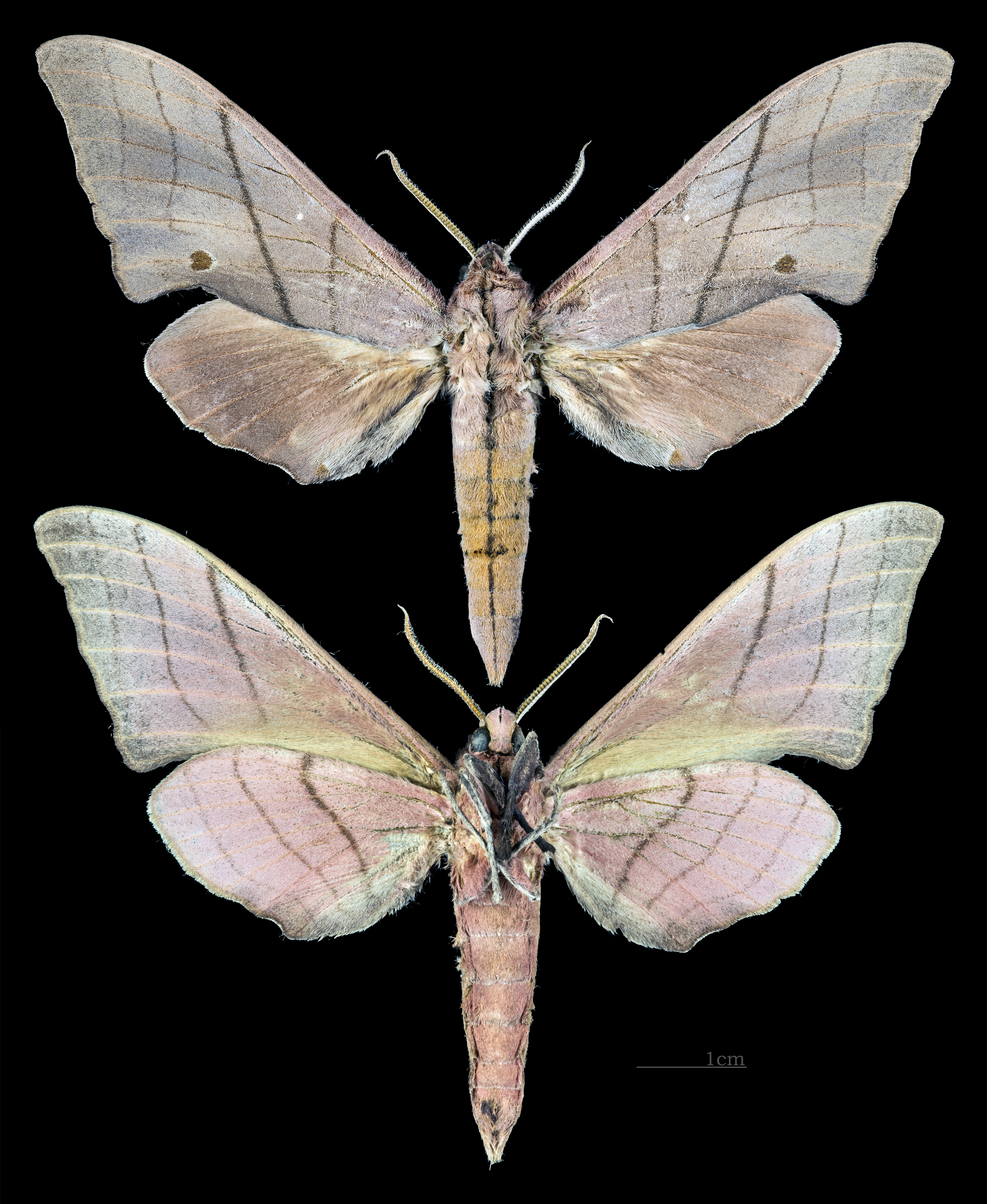
Marumba
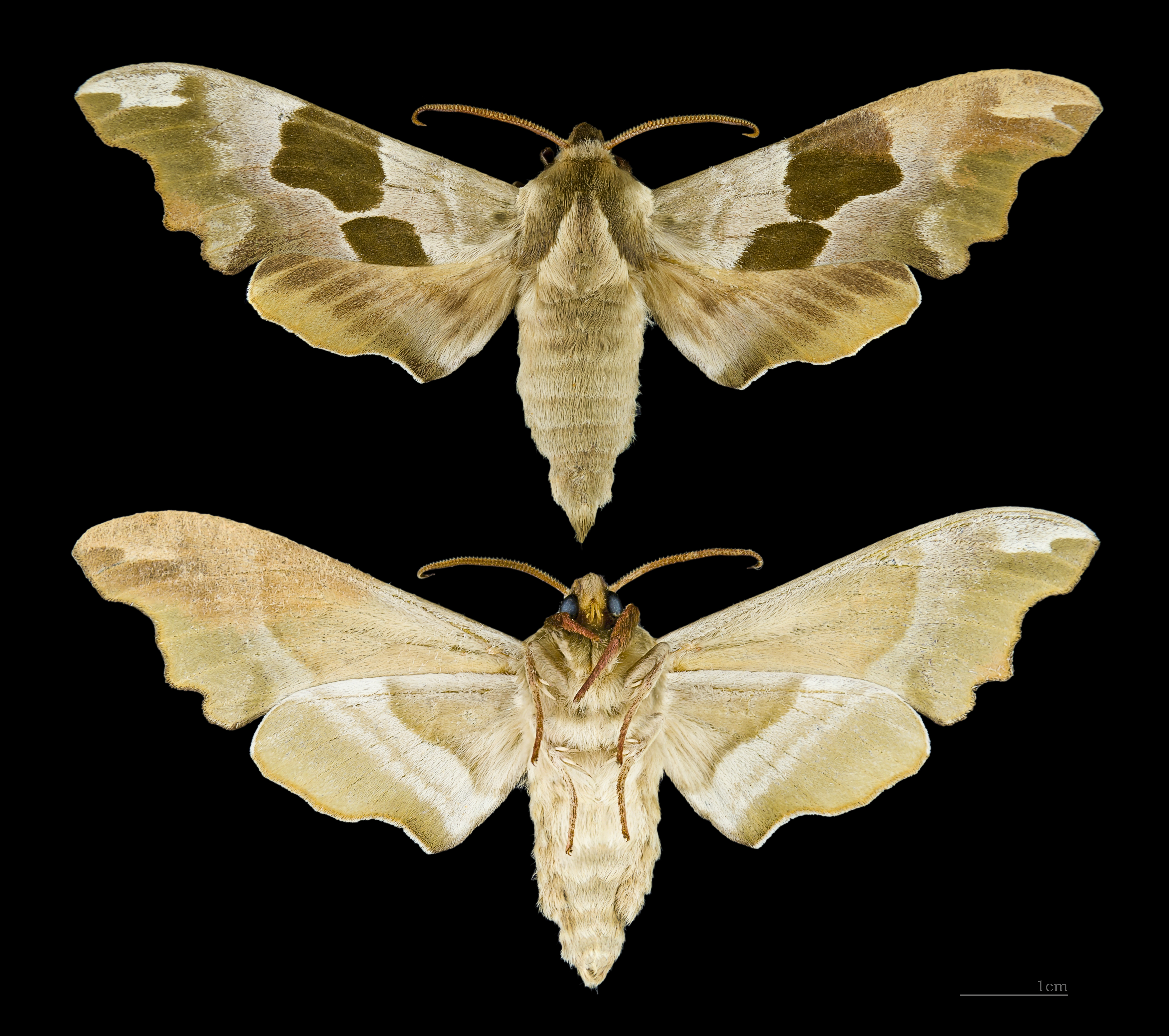
Mimas
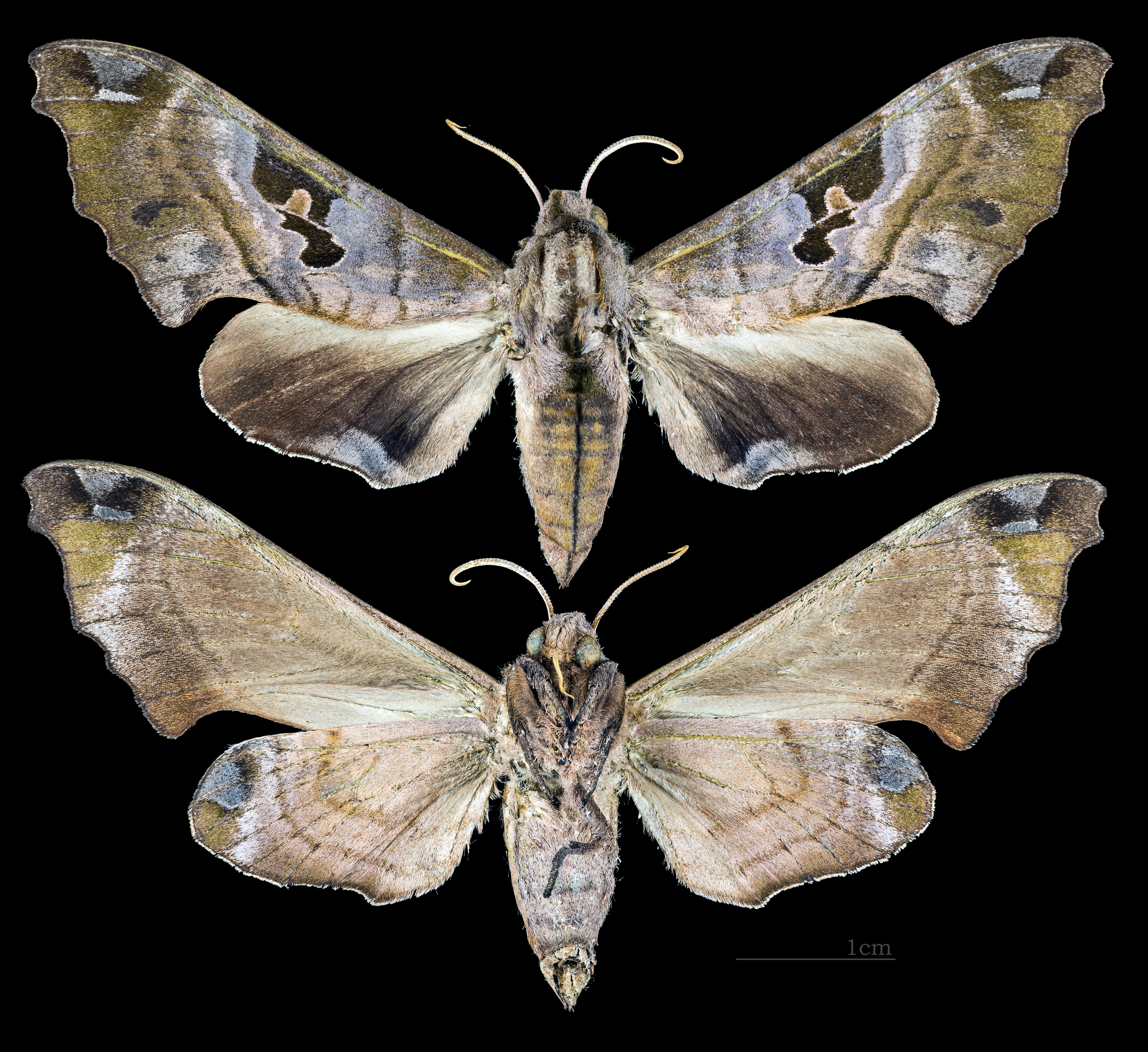
Morwennius
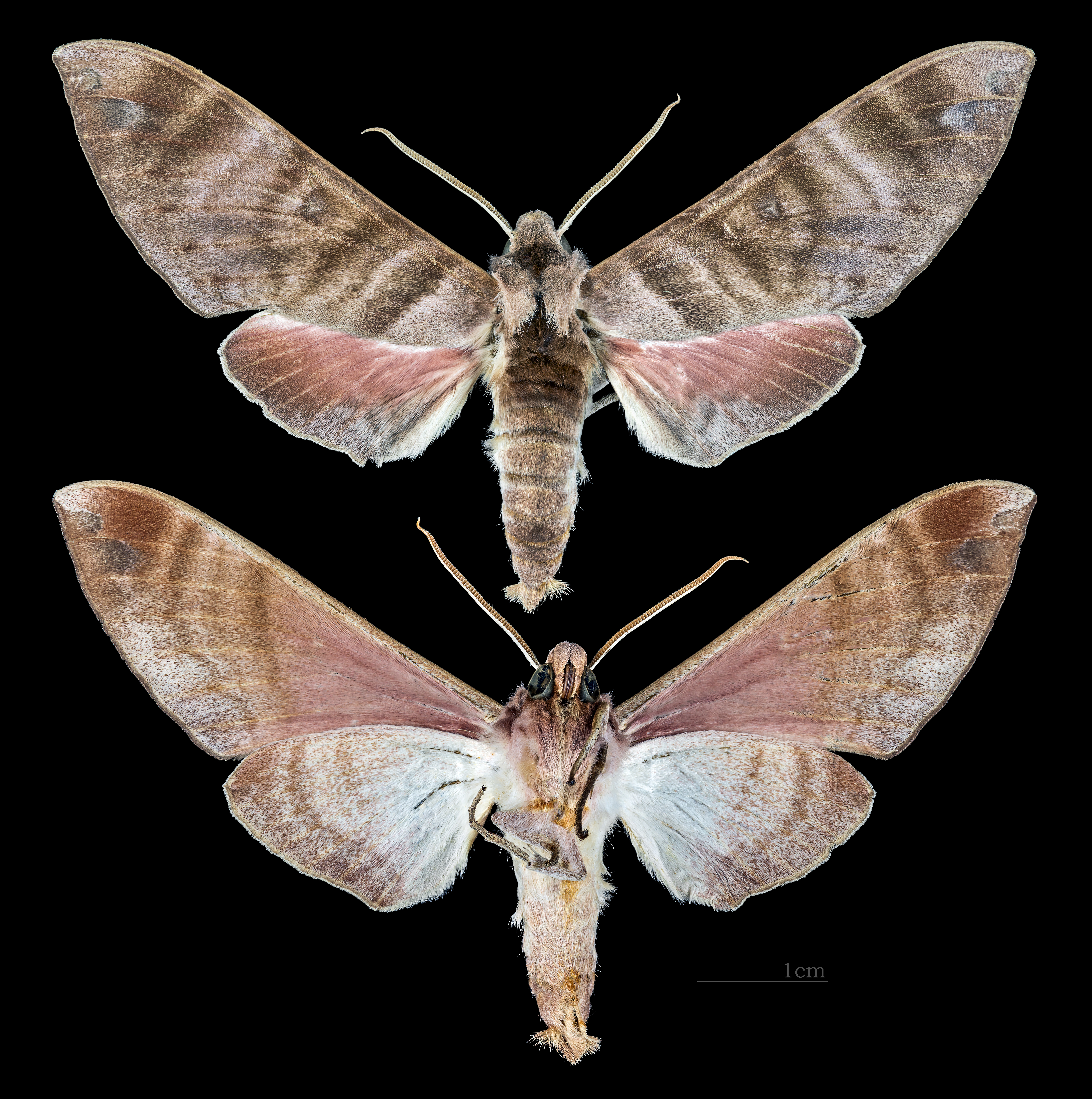
Opistoclanis
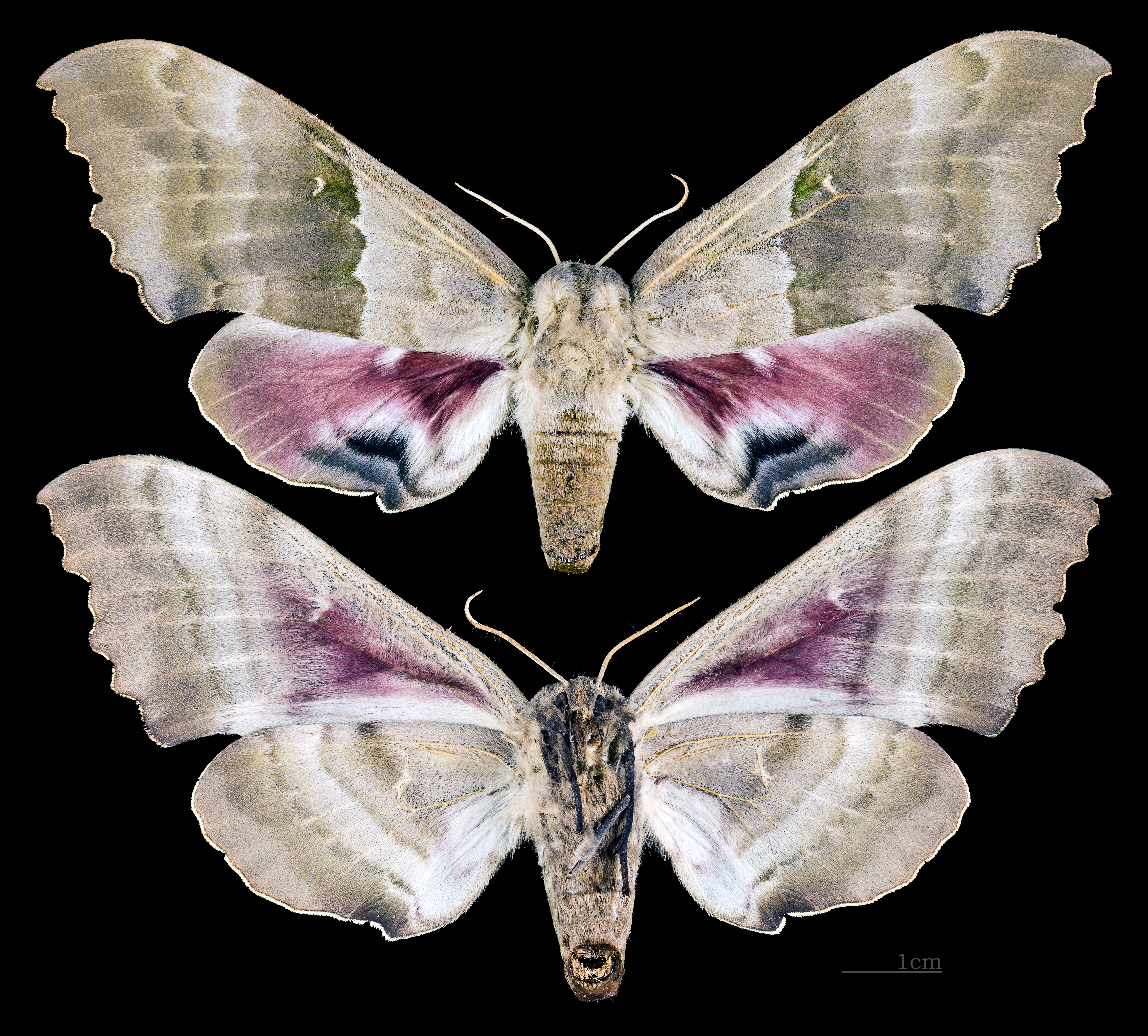
Pachysphinx'
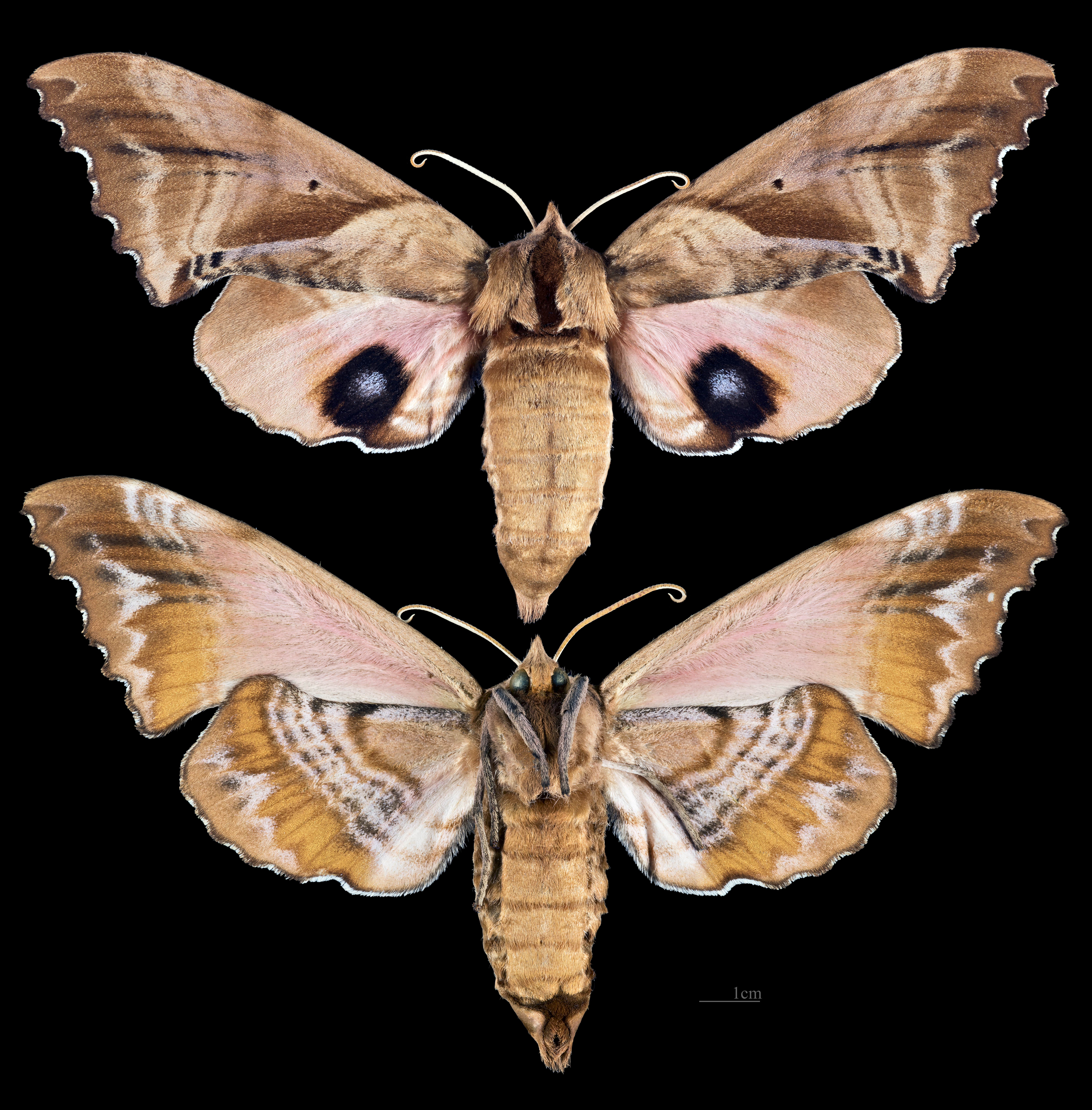
Paonias'
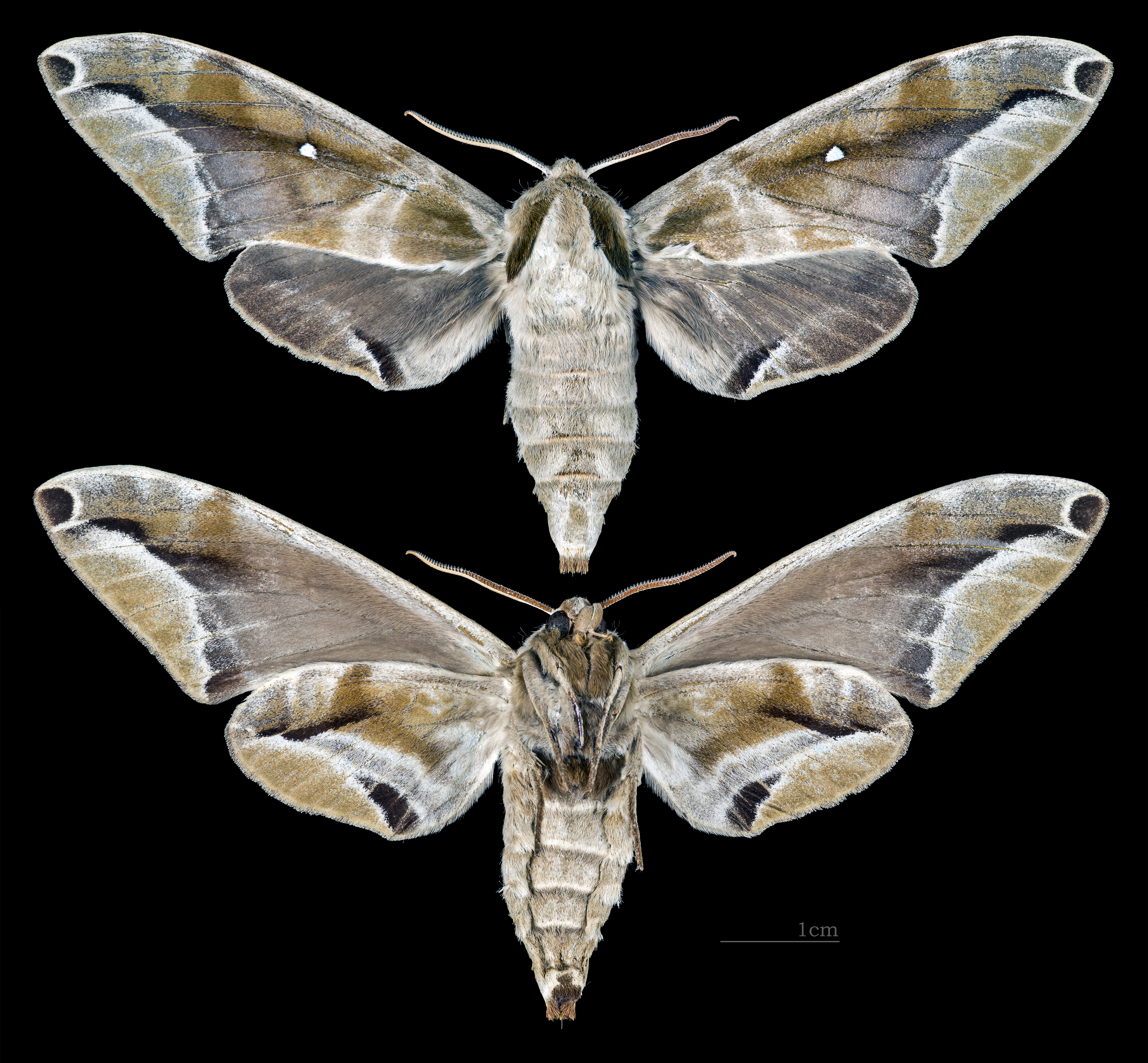
Parum
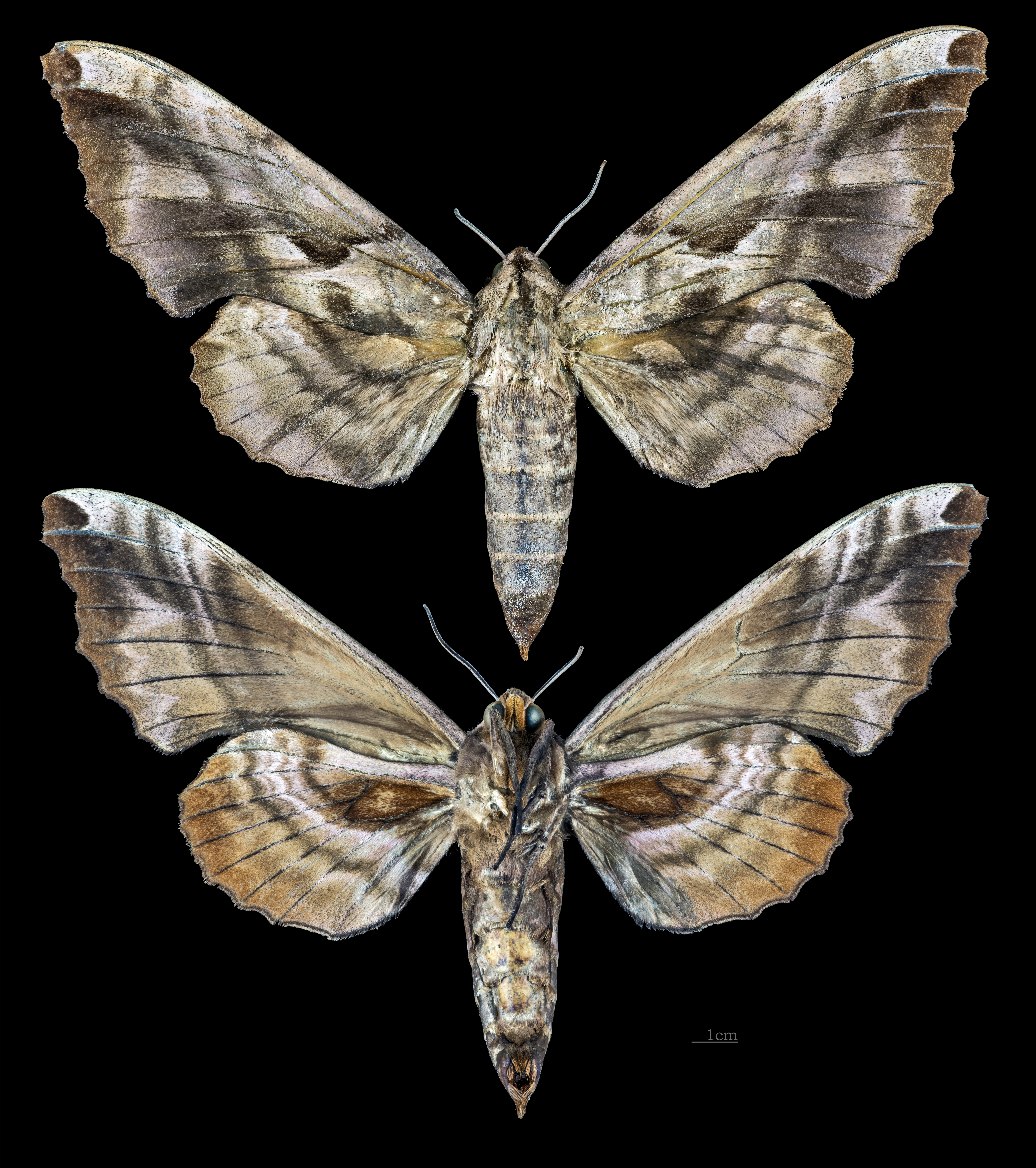
Phyllosphingia
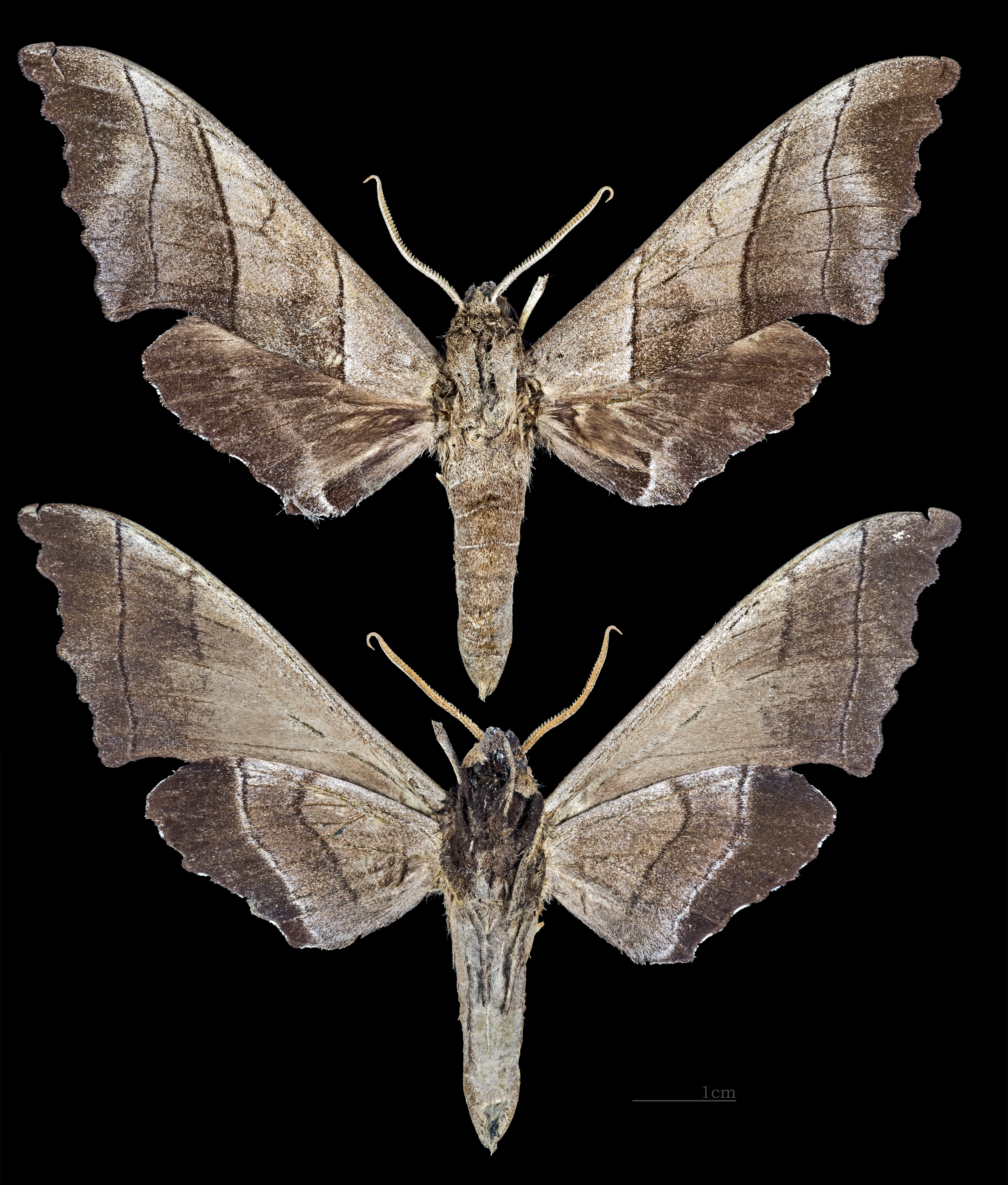
Polyptychus
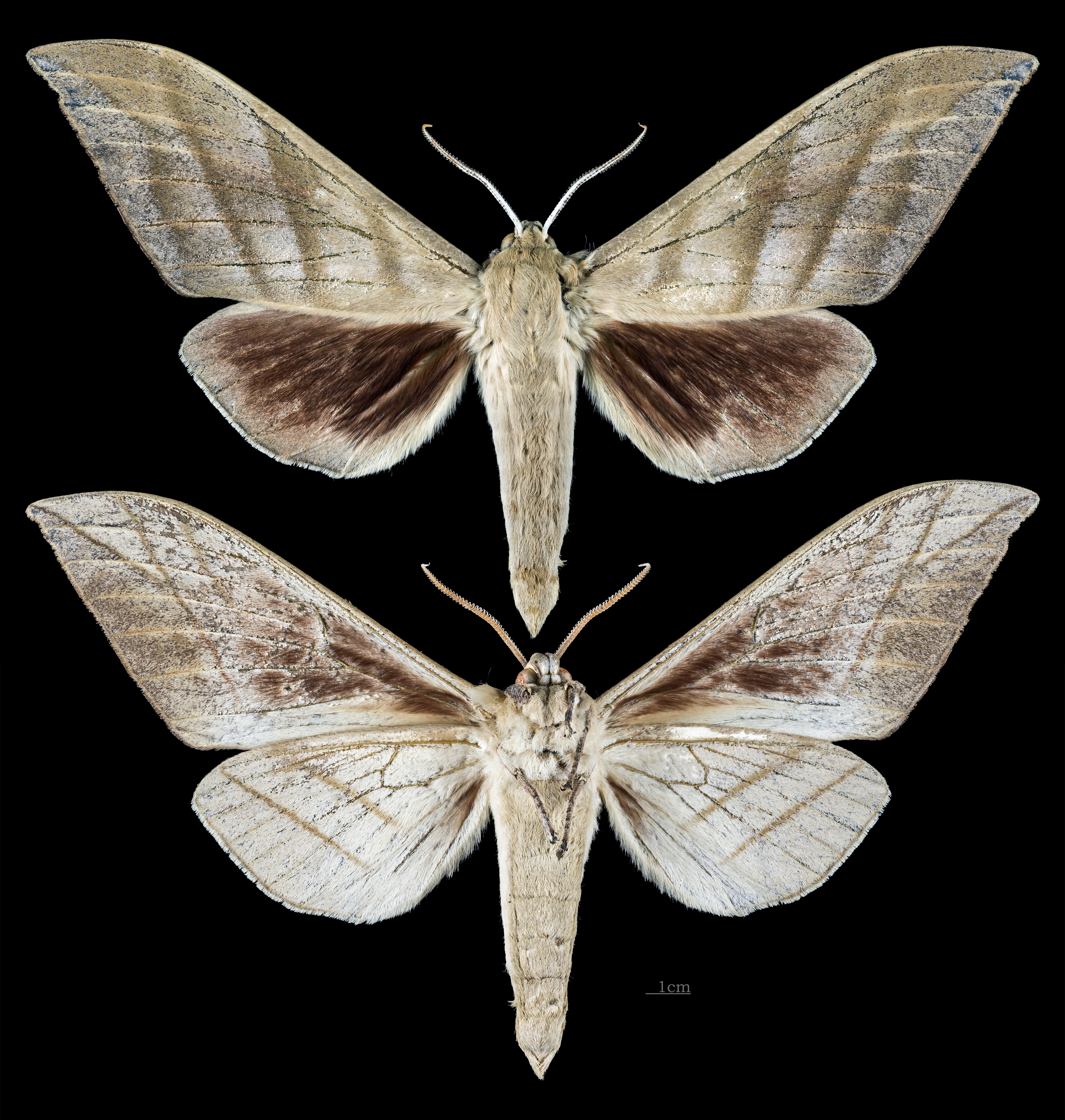
Rhodambulyx
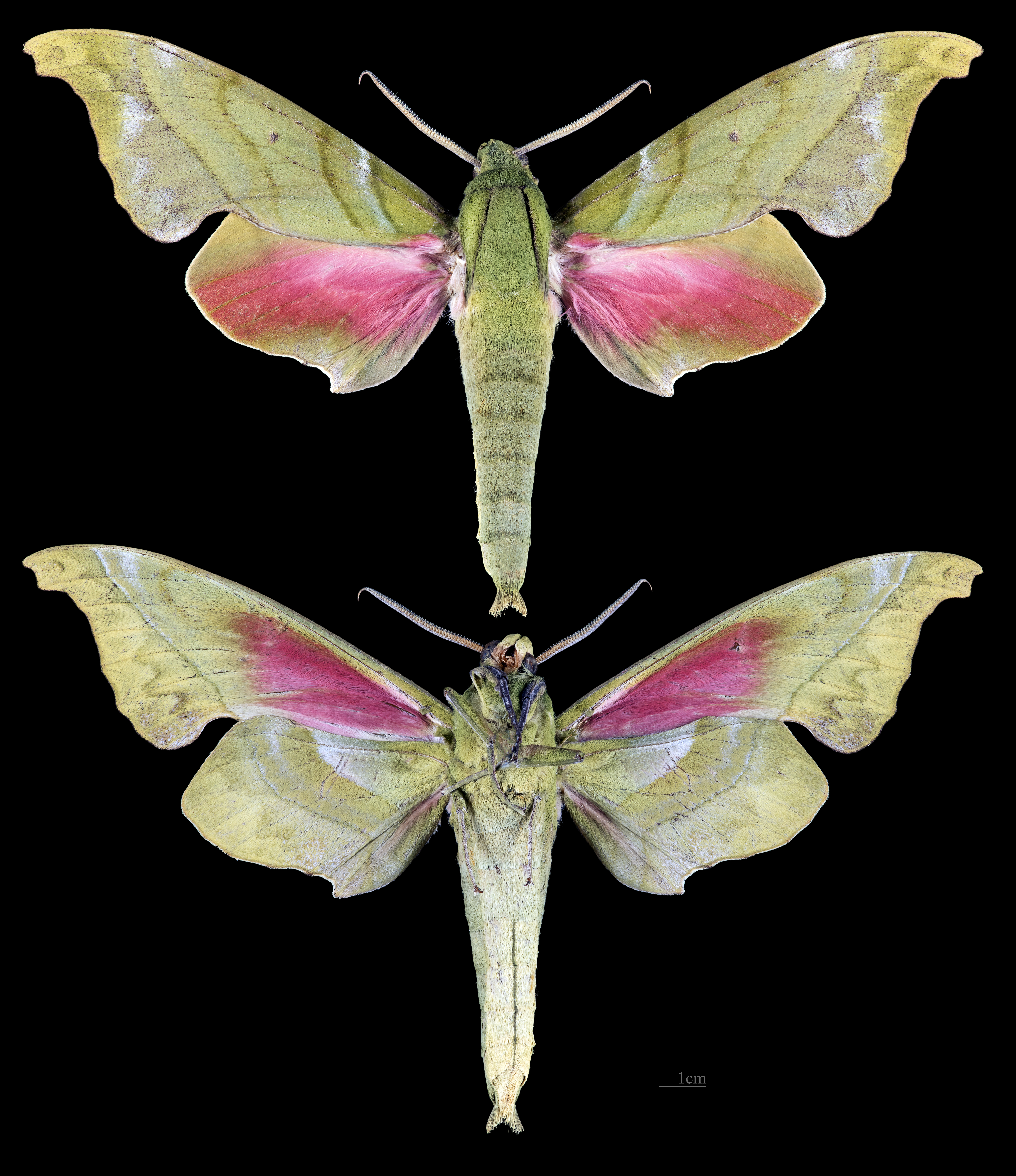
Rhodoprasina
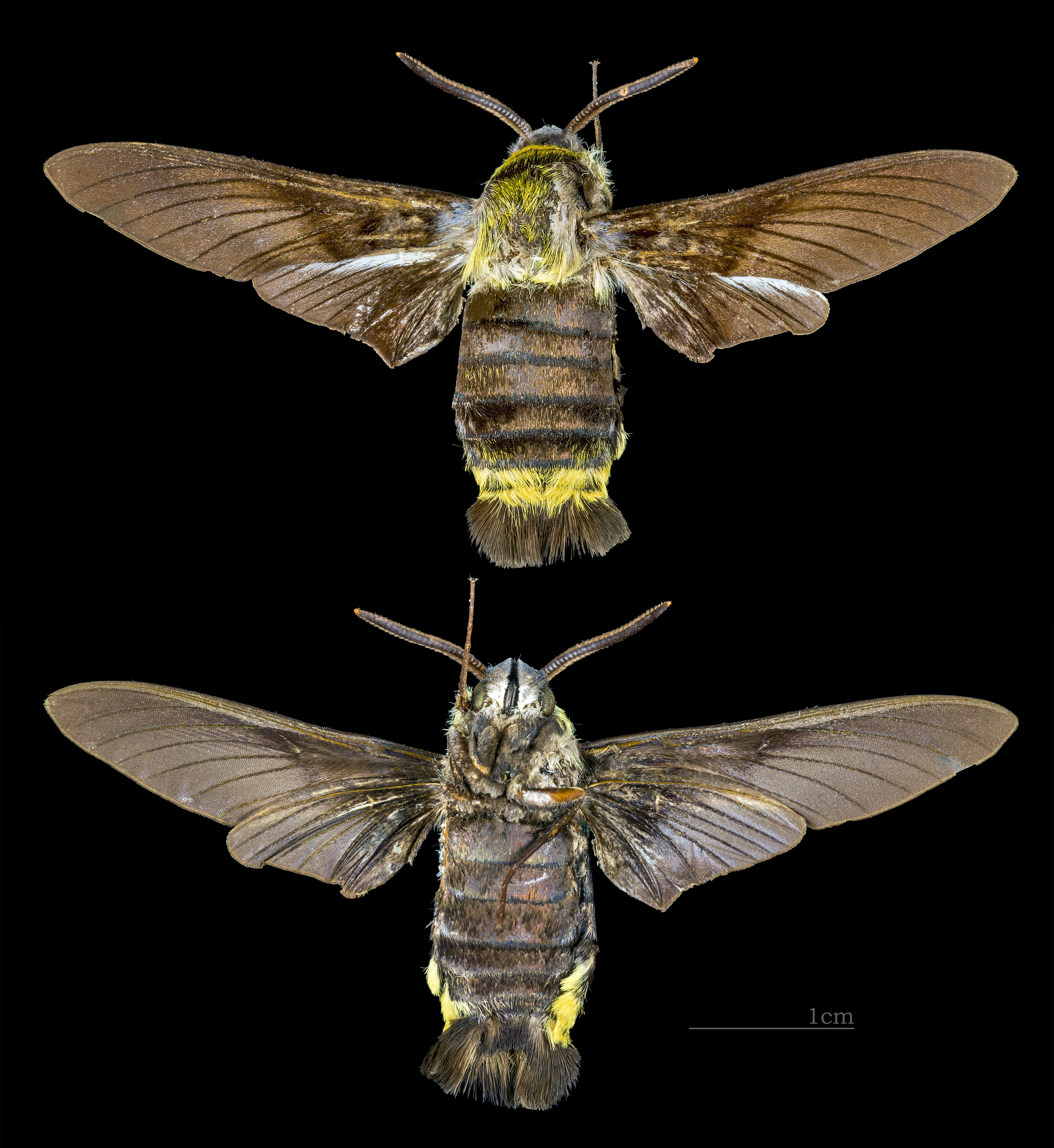
Sataspes
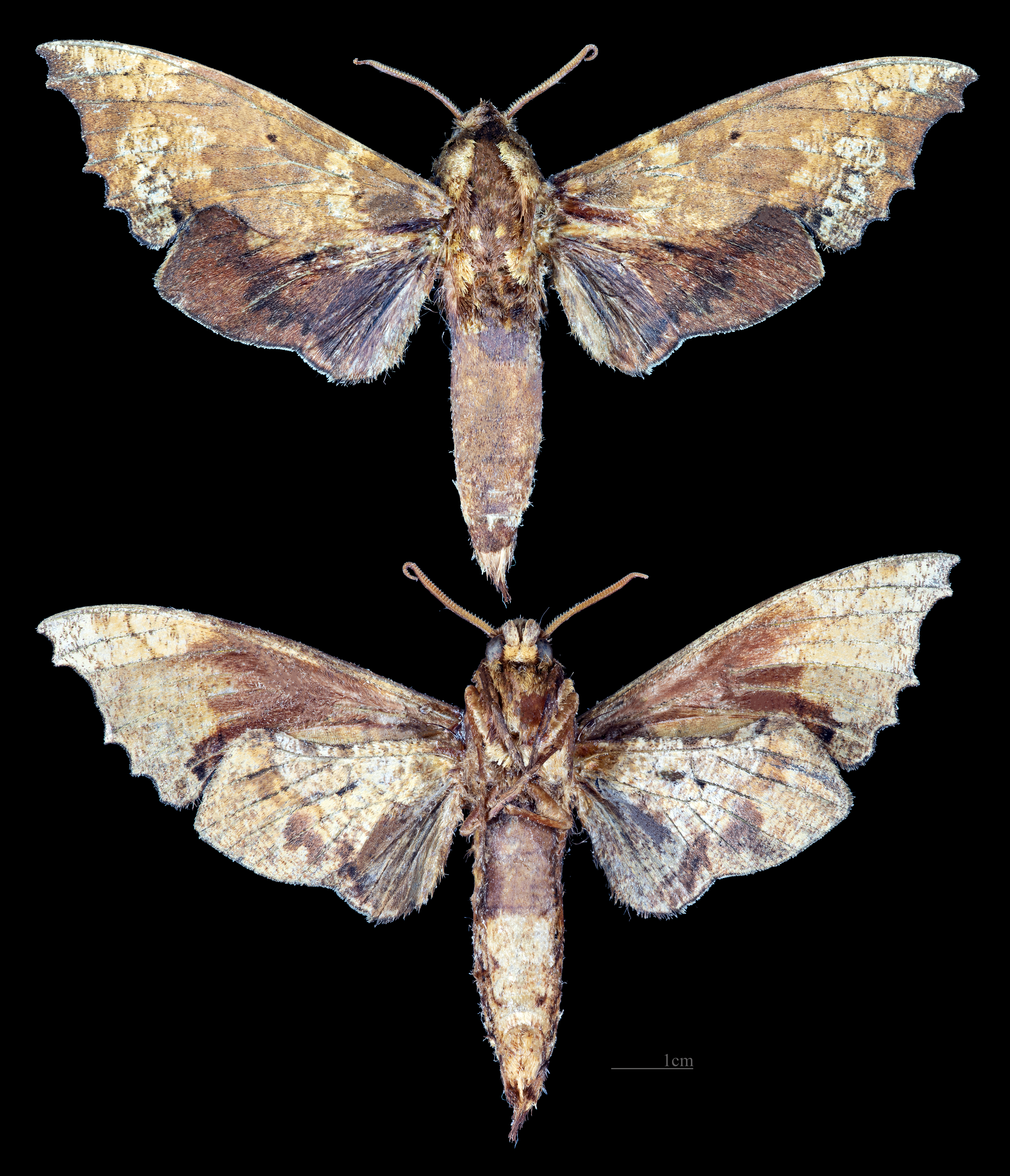
Smerinthulus
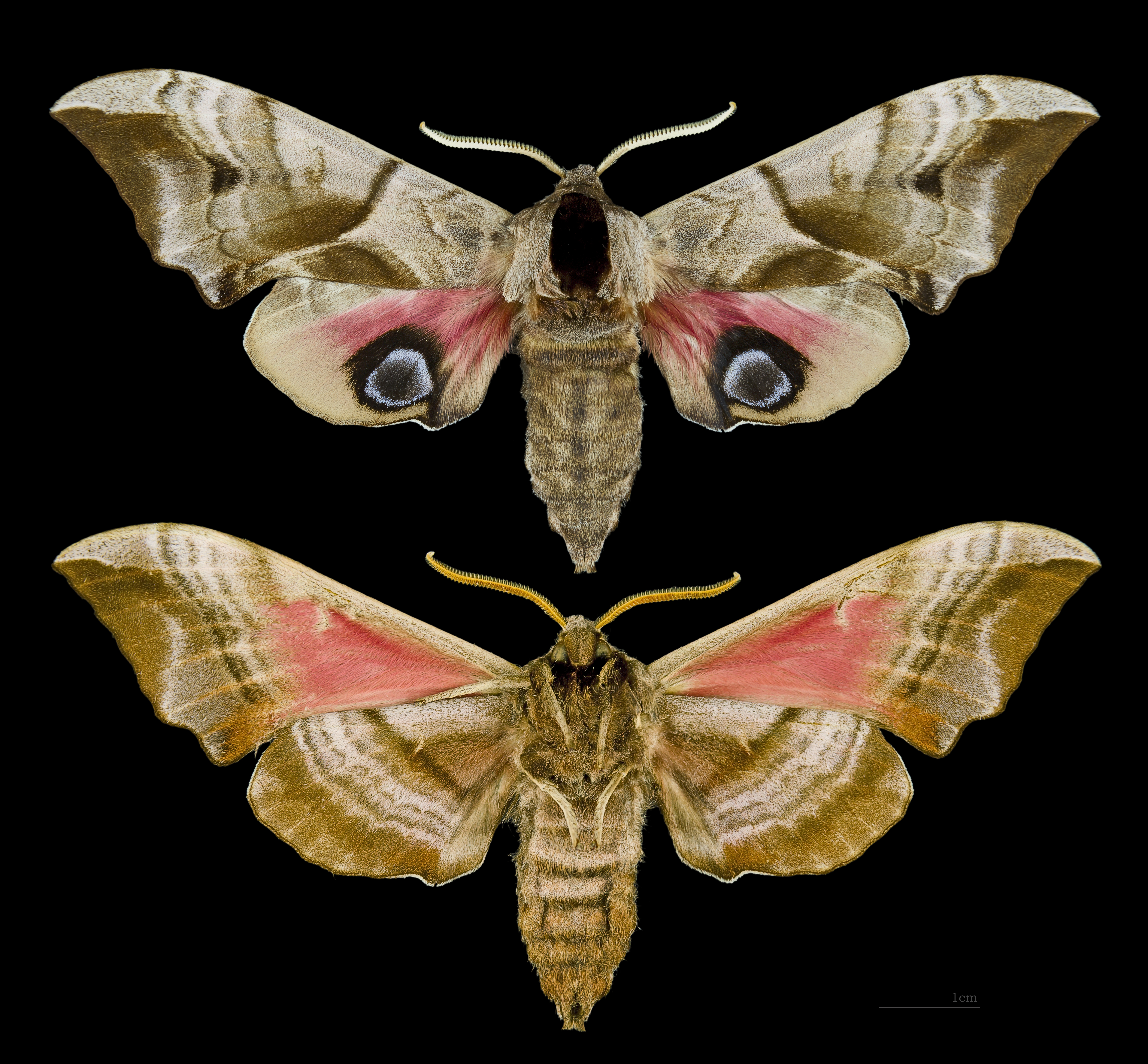
Smerinthus